# Panathinaiko
Panathinaiko někdy též Panathénský stadion (řecky Παναθηναϊκό Στάδιο) je řecký stadion stojící v Athénách. Je postaven celý z mramoru. Ve starověku byl využíván k tzv. panathénajím, podle kterých byl také pojmenován. Původně byly sedačky na stadionu dřevěné, avšak zásluhou Lykúrga, athénského archonta, byl roku 329 př. n. l. přestavěn do bílého mramoru. Roku 1896 byl dějištěm I. letních olympijských her a v době Letních olympijských her 2004 hostil stadion lukostřelbu. Obrázek stadionu je vyobrazen i na řecké pamětní minci eura.